# Амине
Адам Аминей Даниэль (англ. Adam Aminé Daniel; родился 18 апреля 1994 года) — известен под мононимом Aminé (/əˈmiːneɪ/ ə-MEEN-ay) американский рэпер, певец и автор песен. Он наиболее известен своим коммерческим дебютным синглом «Caroline», который достиг 11-го места в чарте US Billboard Hot 100. Амине выпустил свой дебютный студийный альбом Good for You 28 июля 2017 года.
Сын эритрейских и эфиопских иммигрантов, переехавшие в США в начале 1990-х годов, мать Амине работала почтальоном, его отец — учителем и переводчиком неполный рабочий день. Амине родился и вырос в Портленде, штат Орегон. Он вырос, играл в баскетбол, но был выгнан из баскетбольной команды Benson Polytechnic, Затем его рэп-карьера начала приносить плоды, когда он делал треки о конкурирующих средних школах, Grant High School и Lincoln High School.
Амине учился в Университете штата Орегон в Портленде и изучал маркетинг. Амине также работал стажером в хип-хоп издательстве Complex.

## Карьера

### 2014-15: Begginings
Амине начал свою карьеру после выхода своего дебютного микстейпа Odyssey to Me, который был выпущен 17 января 2014 года. Амине также выпустил свой дебютный расширенный альбом «En Vogue» 4 сентября 2014 года. Затем Амине дополнил свою дискографию вторым микстейпом Calling Brío, который был выпущен 31 августа 2015 года.
9 марта 2016 года Амине выпустил свой дебютный сингл под названием «Caroline». 1 июня 2016 года Амине выпустил собственное музыкальное видео для «Caroline» через свой канал Vevo на YouTube. Песня дебютировала под номером 96 на американском чарте Billboard Hot 100 и позже поднялась до номера 11. В июне 2017 года песня была трижды сертифицирована RIAA.
В августе 2016 года Амине стал партнером Republic Records. Амине выпустил свой второй сингл под Republic Records под названием «Baba» 4 ноября 2016 года после успеха «Кэролайн». 15 ноября 2016 года Амине исполнил «Caroline» на «Вечернем шоу» с Джимми Фаллоном в главной роли.
9 марта 2017 года Амине выпустили новый сингл под названием «REDMERCEDES». Музыкальное видео на песню было выпущено 7 апреля 2017 года на его канале Vevo на YouTube. Песня получила высокую оценку за влияние рэпа начала 2000-х, например, песен Мисси Эллиотт. Официальный ремикс на песню включает вокалы от Missy Elliott и AJ Tracey Ремикс был выпущен в iTunes 26 мая 2017 года. В тот же день Амине выпустил ещё один сингл под названием «Heebiejeebies», вокал в котором исполняла Kehlani.
13 июня 2017 года Амине был назван одним из десяти участников XXL «Фрешмены 2017». Амине выпустил сингл «Turf» три дня спустя.
22 июня 2017 года Амине объявил и раскрыл название альбома и обложку своего дебютного студийного альбома под названием Good for You. В преддверии выхода альбома Амине выпустил синглы «Blinds» и «Wedding Crashers» с Offset. «Good for You» вышел 28 июля 2017 года. Альбом дебютировал под номером 31 на американском чарте Billboard 200 с продажей 13 000 копий в первую неделю. После выхода Good for You Амине выпустил сингл «Squeeze» 21 октября 2017 года.

### С 2018 по настоящее время
16 января 2018 года Амине появился на сингле Реджи Сноу под названием «Египетский Лувр». Позже Амине выпустит сингл «Campfire» с участием Injury Reserve 6 апреля.. Проект под названием OnePointFive, был объявлен 14 августа 2018 года вместе с обложкой, треклистом и датой его выпуска. Альбом был выпущен для публики 15 августа. Амине также написал саундтрек к анимационному фильму 2018 года «Человек-паук: Через вселенные».
26 февраля 2020 года Амине выпустила сингл «Shimmy». 29 мая 2020 года она выпустила сингл «Riri». 6 июля 2020 года Амине выпустил сингл «Compensating» с участием Young Thug, а также объявил и раскрыл обложку и дату выпуска своего второго студийного альбома Limbo. 7 августа 2020 года этот альбом вышел в свет.
25 октября 2021 года Амине выпустила сингл «Charmander». 3 ноября Амине объявил в Instagram и Twitter, что его микстейп под названием TwoPointFive будет выпущен на следующий день, в пятницу.
7 апреля 2023 года Аминэ и Кайтранада выпустили "4eva" с участием Фаррелла Уильямса, первый сингл с их совместного альбома.

## Личная жизнь
Амине в настоящее время живёт в Лос-Анджелесе. Его любимый режиссёр — Квентин Тарантино и сказал о нём: «Тарантино — просто один из тех парней, которые находятся на собственной полосе, и я восхищаюсь ими — я просто очень люблю его, он создает искусство». Амине ранее заявлял, что хочет стать режиссёром в кино и моде. У Амине были романтические отношения с певицей Келани, о которых он упоминает в своей песне 2017 года «DR. WHOEVER».

### Политика
Амине — откровенный критик президента США Дональда Трампа. Во время телевизионного дебюта Амине в «Tonight Show» с участием Джимми Фаллона 15 ноября 2016 года Амине исполнил ремикс-версию песни «Caroline». В конце, Амине исполнил куплет, посвящённый результатам президентских выборов 2016 года в США, в котором говорилось: 
 9/11, день, который мы никогда не забудем, 11/9, день, о котором мы все сожалеем: "Если мой президент Трамп, тогда достаточно уместно поговорить об этом по телевизору, а не дать. , , Я чёрный, и я горжусь, что моя кожа коричневая, и я громкая, всем нравится, когда рэпер хорошо лжет, что это не я, братан, я думаю, это удивительно, что Америка хочет действовать как счастливая и святая но в глубине души они похожи на Брэда и Джоли , Кэролайн божественна, и я не буду конкретизировать, Клуб Бананов самый грязный, и это слишком потрясающе, Ты никогда не сможешь снова сделать Америку великой, все, что ты когда-либо делал, это заставляло эту страну снова ненавидеть. 
 Говоря об иммиграционной политике Трампа во время президентской кампании 2016 года, Амине сказал: «Мои родители — иммигранты в эту страну, они приехали в эту страну для лучшей жизни, как и все остальные».
- Good for You (2017)
- OnePointFive (2018)

## Туры
- Tour for You (совместно Towkio) (2017)[37]
- TourPointFive (2018)[38]

## Дискография
Студийные альбомы
- Good for You (2017)
- OnePointFive (2018)
- Limbo (2020)[39]
- TwoPointFive (2021)

## Награды и номинации
| Год  | Награды            | категория                        | Номинальная работа                            | Результат |
| ---- | ------------------ | -------------------------------- | --------------------------------------------- | --------- |
| 2017 | BET Hip Hop Awards | Лучший новый хип-хоп исполнитель | Сам                                           | Номинация |
| 2021 | Grammy Awards      | Best Dance Recording             | “My High” (совместно с Disclosure & Slowthai) | Номинация |